# Julius Stockhausen
Julius Stockhausen (Frankfurt del Main, 22 de juliol, 1826 - 22 de setembre, 1906) fou un cantant alemany.
Estudià al Conservatori de París, on el seu pare era professor d'arpa, i després va rebre lliçons de Manuel Patricio Rodríguez Sitches, a Londres on debutà en el teatre Italià el 1848, assolint un gran èxit, tant per la seva bella veu de baríton com per la seva perfecta escola de cant. Més tard actuà a Mannheim i en l'Òpera Còmica de París, però els seus principals triomfs els assolí com a cantant de concert.
El 1862 prengué la direcció de l'Acadèmia de cant d'Hamburg. El 1869 es traslladà a Stuttgart, on fou nomenat cantor de cambra i inspector de cant, però l'any següent deixà aquests càrrecs per emprendre llargues gires. De 1873 a 1878 dirigí a Berlín la Societat de cant de Stern; després fou professor del Conservatori Hoch, de Frankfurt, on tingué com alumna la suïssa Maria de Filipo, i el 1880 fundà un escola de cant pròpia en la que entre altres alumnes va tenir la mezzosoprano hongaresa Ilona Durigo.
Era germà del director d'orquestra Franz Stockhausen i va instruir a gran nombre de distingits cantors, entre ells Putnam_Griswold, Anton Van Rooy. i l'alemanya Anna Schimon-Regan. El seu Gesangsmethde (Mètode de cant) fou publicat per la casa Peters (Leipzig, 1885).